# غلاديشية جنوبية
غلاديشية جنوبية (الاسم العلمي: Gleditsia australis) هي نوع نباتي يتبع جنس الغلاديشية من فصيلة البقولية.
سمي هذا النوع بالجنوبي (باللاتينية: australis) نسبة إلى النصف الجنوبي للكرة الأرضية.